# John Whitlinger
John Whitlinger, né le 4 février 1954 à Neenah, est un ancien joueur de tennis professionnel américain.

## Carrière
À Boca Raton en 1976 il bat le numéro 1 mondial Jimmy Connors (2-6, ab.).
À Louisville en 1977 il encaisse un 0-6, 0-6 contre Brian Fairlie.

## Palmarès

### Finale en simple messieurs
| No | Date       | Nom et lieu du tournoi                   | Catégorie | Surface      | Vainqueur  | Score              |  |
| -- | ---------- | ---------------------------------------- | --------- | ------------ | ---------- | ------------------ |  |
| 1  | 25-08-1974 | Tournoi de tennis de Merion, Merion (en) |           | Gazon (ext.) | John Lloyd | 6-0, 4-6, 6-3, 7-5 |  |

### Titre en double messieurs
| No | Date       | Nom et lieu du tournoi                  | Catégorie | Dotation | Surface      | Partenaire  | Finalistes              | Score         |  |
| -- | ---------- | --------------------------------------- | --------- | -------- | ------------ | ----------- | ----------------------- | ------------- |  |
| 1  | 13-09-1976 | Tournoi de tennis des Bermudes Bermudes |           | 50 000 $ | Terre (ext.) | Mike Cahill | Dick Crealy Ray Ruffels | 6-4, 4-6, 7-6 |  |

### Finales en double messieurs
| No | Date       | Nom et lieu du tournoi                     | Catégorie           | Dotation  | Surface         | Vainqueurs                    | Partenaire   | Score         |  |
| -- | ---------- | ------------------------------------------ | ------------------- | --------- | --------------- | ----------------------------- | ------------ | ------------- |  |
| 1  | 29-07-1974 | Tournoi de tennis de Cincinnati Cincinnati | GP World Series     | 30 000 $  | Dur (ext.)      | Dick Dell Sherwood Stewart    | Jim Delaney  | 4-6, 7-6, 6-2 |  |
| 2  | 21-07-1975 | Tam International Chicago                  | Grand Prix          | NC $      | Moquette (int.) | John Alexander Phil Dent      | Mike Cahill  | 6-3, 6-4      |  |
| 3  | 22-04-1976 | Tournoi de tennis de Sacramento Sacramento |                     | 25 000 $  | Moquette (int.) | Tom Gorman Sherwood Stewart   | Mike Cahill  | 3-6, 6-4, 6-4 |  |
| 4  | 23-08-1976 | Tournoi de tennis US Pro Boston            | Championship Series | 125 000 $ | Terre (ext.)    | Ray Ruffels Allan Stone       | Mike Cahill  | 3-6, 6-3, 7-6 |  |
| 5  | 25-04-1977 | BMW Open Munich                            |                     | NC $      | Terre (ext.)    | František Pala Balázs Taróczy | Nikola Špear | 6-3, 6-4      |  |
| 6  | 24-10-1977 | Tournoi de tennis de Perth Perth           |                     | 50 000 $  | Dur (ext.)      | Ray Ruffels Allan Stone       | Nick Saviano | 6-2, 6-1      |  |